# Sphallonycha roseicollis
Sphallonycha roseicollis là một loài bọ cánh cứng trong họ Cerambycidae.